# Ctenus bolivicola
Ctenus bolivicola är en spindelart som beskrevs av Embrik Strand 1907. Ctenus bolivicola ingår i släktet Ctenus och familjen Ctenidae.
Artens utbredningsområde är Bolivia. Inga underarter finns listade i Catalogue of Life.